# Crema de xocolata

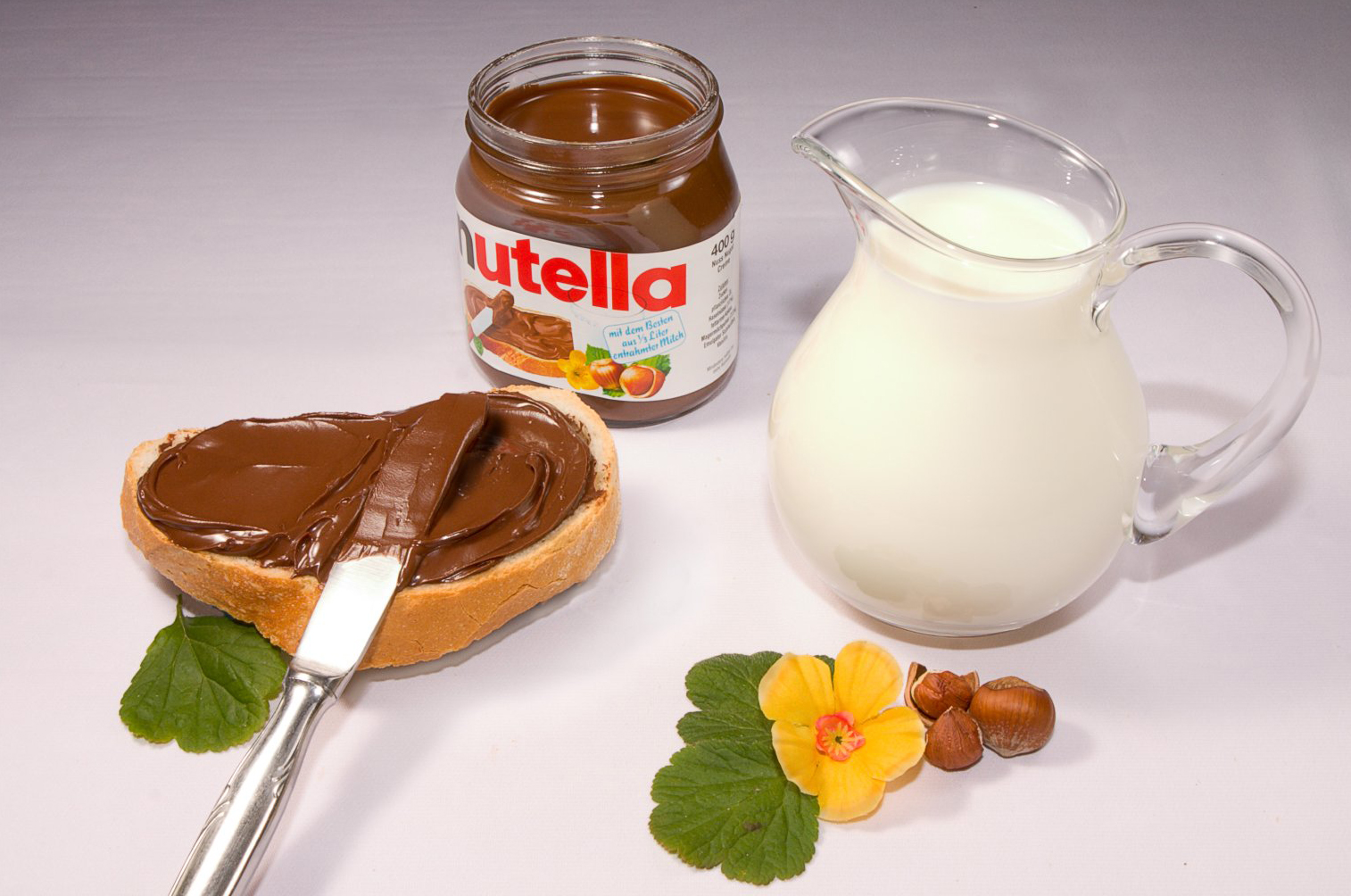
Crema de xocolata Nutella.

La crema de xocolata  és una pasta amb gust de xocolata que es menja principalment untada en llesques fresques o torrades, o al damunt de dolços com ara magdalenes o pites. També serveix com farciment en alguns pastissos.
La crema de xocolata, també anomenada  mantega de xocolata , és un producte preferit principalment pels nens, sent molt freqüent el seu ús en forma de sandvitx i entrepà pels nens.
Encara que té el gust, l'olor i sembla xocolata, li cal molt de temps per solidificar. La pasta sol contenir sòlids de cacau i oli, i també llet i ingredients addicionals per donar-li sabor i olor. També és freqüent que inclogui fruites seques o mel. La crema de xocolata se sol vendre en pots de vidre o tubs de plàstic.